# Placówka Straży Granicznej I linii „Uciechów”
Placówka Straży Granicznej I linii „Uciechów” – jednostka organizacyjna Straży Granicznej pełniąca służbę ochronną na granicy polsko-niemieckiej w okresie międzywojennym.

## Geneza
Na wniosek Ministerstwa Skarbu, uchwałą z 10 marca 1920 roku, powołano do życia Straż Celną. Od połowy 1921 roku jednostki Straży Celnej rozpoczęły przejmowanie odcinków granicy od pododdziałów Batalionów Celnych. Proces tworzenia Straży Celnej trwał do końca 1922 roku. Placówka Straży Celnej „Uciechów” weszła w podporządkowanie komisariatu Straży Celnej „Odolanów” z Inspektoratu SC „Ostrów”.

## Formowanie i zmiany organizacyjne
Rozporządzeniem Prezydenta Rzeczypospolitej Polskiej Ignacego Mościckiego z 22 marca 1928 roku, do ochrony północnej, zachodniej i południowej granicy państwa, a w szczególności do ich ochrony celnej, powoływano z dniem 2 kwietnia 1928 roku  Straż Graniczną.
Rozkazem nr 3 z 25 kwietnia 1928 roku w sprawie organizacji Wielkopolskiego Inspektoratu Okręgowego dowódca Straży Granicznej gen. bryg. Stefan Pasławski  określił strukturę organizacyjną komisariatu SG „Odolanów”. Placówka Straży Granicznej I linii „Uciechów” znalazła się w jego strukturze. W nawiązaniu do rozkazu dowódcy SG, Wielkopolski Inspektor Okręgowy swoim rozkazem organizacyjnym nr 2 z 27 czerwca 1928 dokonał połączenia komisariatów Straży Celnej „Zduny” i „Odolanów” tworząc jeden komisariat SG „Krotoszyn”. Placówkę przydzielono do komisariatu Straży Granicznej „Krotoszyn”.

## Służba graniczna
Rozkazem organizacyjnym nr 5 z 15 lutego 1930 roku (czyim?) zostały określone granice placówki. Ochraniała ona 5 513,8 granicy od kamienia granicznego J 297 do K 001. Placówka posiadała punkt obserwacyjny na dachu spichlerza. W kierunku zachodnim widać było południowy skraj miejscowości Kollande, północny skraj miejscowości Bartnig i północny skraj miejscowości Wildbahn.
Sąsiednie placówki:
- placówka Straży Granicznej I linii „Sulmierzyce” ⇔ placówka Straży Granicznej I linii „Żabnik” − 1928
- placówka Straży Granicznej I linii „Sulmierzyce” ⇔ placówka Straży Granicznej I linii „Bogdaj” − styczeń 1930[11]

## Kierownicy/dowódcy placówki
- przodownik Stanisław Gretkiewicz (był w 1929)[12]
- przodownik  Piotr Potkowski[13]